# Robert Viren
Robert Nikolaïevitch Viren (en russe : russe : Роберт Николаевич Вирен, en allemand : Robert Reinhold von Wirèn) né le 25 décembre 1856 dans le gouvernement de Novgorod, décédé le 2 mars 1917 à Kronstadt. Il était un amiral russe à partir du 22 mars 1915, gouverneur militaire de Kronstadt (1909-1917) et membre du Conseil de L'amirauté et du Conseil de l'administration de la Marine (1908-1909).

## Biographie
Diplômé de l'École du Corps naval des Cadets (1873), sous-officier en (1876), diplômé de l'Académie navale (1899), Robert Nikolaïevitch Viren reçut le prix Amiral Nakhimov le 30 avril 1877, diplômé de l'Académie naval Nikolaïev en 1899.
Le 30 avril 1877, Robert Nikolaïevitch Viren fut promu garde-marine (grade en vigueur dans la Marine impériale de Russie de 1716 à 1917). Il navigua à bord du cuirassé Pierre le Grand (Piotr Veliki) (1877), sur le clipper Djigit (1877). Le 4 décembre 1878 élevé au grade d'aspirant de marine, il servit sur le Tsemeriya (1878) le Yazu (1878-1879). De 1879 à 1883 commandant du clipper Tyran. Comme Lieutenant de marine (1er janvier 1883), de 1880 à 1883 il participa à plusieurs expéditions en mer puis affecté dans la Flotte de la mer Baltique il commanda différents bâtiments de guerre : le cuirassé de défense côtière Admiral Spiridov (1888), le cuirassé Pierre le Grand (Piotr Veliki) (1885-1887). De 1888 à 1891 il servit sur la frégate Amiral Kornilov. Le 17 avril 1894 au grade de capitaine (deuxième rang - grade équivalent au grade de lieutenant dans l'infanterie ou l'Armée de l'air) il commanda la canonnière Possadnik puis le cuirassé de défense côtière Sagittaire (1900). Le 6 décembre 1901 promu capitaine (premier rang - grade équivalent à celui de colonel dans l'infanterie et l'Armée de l'air), il exerça le commandement à bord du croiseur Baïan.

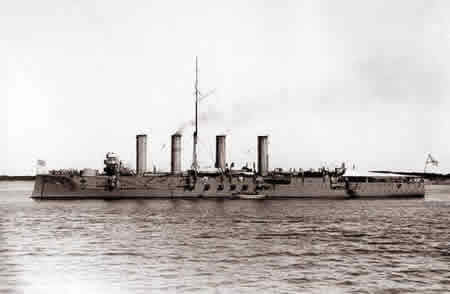
Le croiseur Baïan.

En 1904, Robert Nikolaïevitch Viren fut promu kontr-admiral en outre, il reçut le commandement de la Flotte de cuirassés et de croiseurs de Port-Arthur. Démontrant un grand courage au cours de la défense de la forteresse de Port-Arthur, il fut décoré de l'Ordre de Saint-Georges (quatrième classe) il lui fut également remis l'épée avec l'inscription « Pour bravoure ». Après la prise de la forteresse par les troupes japonaises, blessé aux jambes et au dos par des éclats d'obus, il fut fait prisonnier. De retour de captivité (1906), il fut désigné comme le plus jeune chef de la Flotte de la mer Noire, commandant de la formation et du détachement de l'artillerie de la Flotte de la mer Baltique (1906-1907). De 1907 à 1908, il exerça le commandement en chef de la Flotte de la mer Noire et des ports et de la mer Noire. De 1908 à 1909, il fut admis à siéger au Conseil de l'Amirauté et au conseil d'administration de la Marine.
En 1909, Robert Nikolaïevitch Viren fut nommé au poste de commandant en chef du port de Kronstadt et gouverneur militaire de la ville de Kronstadt, au cours de son mandat, il s'efforça de maintenir une stricte discipline et tenta d'améliorer la formation des marins. Il occupa ce poste jusqu'en 1917.

### Décès
Le 2 mars 1917, avec d'autres officiers, près de la statue de l'amiral Makarov, Robert Nikolaï Viren périt sous les coups de baïonnettes portés par une foule en révolte

## Distinctions de la Russie impériale
- 15 mai 1883 : Ordre de Saint-Stanislas (troisième classe)
- 1er janvier 1888 : Ordre de Sainte-Anne (troisième degré)
- 1er janvier 1892 : Ordre de Saint-Stanislas (deuxième classe)
- 14 mai 1896 : Ordre de Sainte-Anne (deuxième classe)
- 22 décembre 1896 : Ordre de Saint-Vladimir (quatrième classe)
- 14 mars 1904 : Épée d'or avec l'inscription « Pour bravoure »
- 1er juin 1904 : Ordre de Saint-Georges (quatrième classe)
- 19 mars 1907 : Ordre de Saint-Stanislas (première classe avec épées)
- 1911 : Ordre de Sainte-Anne (première classe)
- 14 avril 1913 : Ordre de Saint-Vladimir (deuxième classe)
- 10 avril 1916 : Ordre de l'Aigle blanc

## Distinctions étrangères
- 1903 : Chevalier de la Légion d'honneur (Ordre français)
- 1911 : Ordre du Trésor sacré (première classe) (Ordre japonais)
- 1914 : Grand Croix de l'Étoile noire (Ordre français)

### Sources
- (ru) Cet article est partiellement ou en totalité issu de l’article de Wikipédia en russe intitulé « Вирен, Роберт Николаевич » (voir la liste des auteurs).